# Communauté de communes du Pays du Buis-les-Baronnies
La communauté de communes du Pays du Buis-les-Baronnies est une ancienne communauté de communes française, située dans le département de la Drôme en région Auvergne-Rhône-Alpes.

## Historique
Le schéma départemental de coopération intercommunale (SDCI) de 2011 prévoyait la fusion avec les communautés de communes des Hautes Baronnies, du Val d'Eygues et du Pays de Rémuzat, en incluant les communes isolées de Pommerol, Ferrassières et Eygalayes (membre à l'époque de la communauté de communes du canton de Ribiers Val de Méouge). Il a fait l'objet de deux amendements :
- le premier, jugé « irrecevable », proposait le maintien des quatre communautés de communes précitées « tant que la procédure du parc naturel régional[Note 1] engagée sur le territoire n'est pas arrivée à son terme » ;
- le deuxième, adopté, proposait en plus, le rattachement de Pommerol à la CC du Pays de Rémuzat, Eygalayes à la CC des Hautes Baronnies et Ferrassières à la CC vauclusienne du Pays de Sault, devenue Ventoux Sud.

Entretemps, Mollans-sur-Ouvèze a été rattachée à la communauté de communes Pays Vaison Ventoux.
En 2015, à la suite de la loi no 2015-991 du 7 août 2015 portant nouvelle organisation territoriale de la République (dite loi NOTRe), les communautés de communes doivent avoir une population municipale de 15 000 habitants pour se maintenir. Celle du Pays du Buis-les-Baronnies ne peut pas se maintenir, car sa population est inférieure à 5 000 habitants.
Le projet initial de fusion des quatre intercommunalités du sud-est du département est adopté en mars 2016.
Elle fusionne le 1er janvier 2017 avec les communautés de communes de Val d'Eygues et  du Pays de Rémuzat pour former la communauté de communes des Baronnies en Drôme Provençale.

## Territoire communautaire

### Géographie
La communauté de communes est située au sud-est du département de la Drôme.

### Composition
Elle est composée des vingt-et-une communes suivantes :
| Nom                        | Code Insee | Gentilé          | Superficie (km2) | Population (dernière pop. légale) | Densité (hab./km2) |
| -------------------------- | ---------- | ---------------- | ---------------- | --------------------------------- | ------------------ |
| Buis-les-Baronnies (siège) | 26063      | Buxois           | 33,74            | 2 281 (2014)                      | 68                 |
| Beauvoisin                 | 26043      | Beauvoisinois    | 8,90             | 151 (2014)                        | 17                 |
| Bellecombe-Tarendol        | 26046      | Bellecombois     | 13,48            | 91 (2014)                         | 6,8                |
| Bénivay-Ollon              | 26048      | Bénivalois       | 9,03             | 60 (2014)                         | 6,6                |
| Bésignan                   | 26050      | Bésignanais      | 8,94             | 64 (2014)                         | 7,2                |
| Eygaliers                  | 26127      | Eygalierains     | 8,00             | 101 (2014)                        | 13                 |
| Mérindol-les-Oliviers      | 26180      | Mérindolais      | 9,23             | 216 (2014)                        | 23                 |
| Montguers                  | 26201      | Montguerrois     | 11,06            | 42 (2014)                         | 3,8                |
| La Penne-sur-l'Ouvèze      | 26229      | Pennois          | 7,32             | 104 (2014)                        | 14                 |
| Pierrelongue               | 26236      | Pierrelonguais   | 5,13             | 239 (2014)                        | 47                 |
| Plaisians                  | 26239      | Plaisianais      | 29,64            | 191 (2014)                        | 6,4                |
| Le Poët-en-Percip          | 26242      | Pouyetiers       | 6,07             | 18 (2014)                         | 3                  |
| Propiac                    | 26256      | Propriacois      | 11,15            | 110 (2014)                        | 9,9                |
| Rioms                      | 26267      | Riomais          | 9,39             | 26 (2014)                         | 2,8                |
| Rochebrune                 | 26269      | Rochebrunois     | 16,15            | 60 (2014)                         | 3,7                |
| La Roche-sur-le-Buis       | 26278      | Rochois          | 27,72            | 299 (2014)                        | 11                 |
| La Rochette-du-Buis        | 26279      | Rochettais       | 10,36            | 74 (2014)                         | 7,1                |
| Saint-Auban-sur-l'Ouvèze   | 26292      | Saint-Aubannais  | 16,55            | 217 (2014)                        | 13                 |
| Sainte-Euphémie-sur-Ouvèze | 26303      | Saint-Euphémiens | 11,28            | 76 (2014)                         | 6,7                |
| Saint-Sauveur-Gouvernet    | 26329      | Saint-Savoriens  | 19,32            | 185 (2014)                        | 9,6                |
| Vercoiran                  | 26370      | Vercoiranois     | 19,95            | 143 (2014)                        | 7,2                |

### Démographie
| 1968  | 1975  | 1982  | 1990  | 1999  | 2008  | 2013  |
| ----- | ----- | ----- | ----- | ----- | ----- | ----- |
| 3 336 | 3 386 | 3 665 | 3 933 | 4 360 | 4 788 | 4 727 |

## Administration

### Siège
Le siège de la communauté de communes est situé à Buis-les-Baronnies.

### Présidence
La présidence est assurée par Michel Grégoire.

### Compétences
L'intercommunalité exerce des compétences qui lui sont déléguées par les communes membres.
- Développement économique : création, aménagement, entretien et gestion de zones d'activité industrielle, commerciale, tertiaire, artisanale ou touristique, actions de développement économique
- Aménagement de l'espace : schémas de cohérence territoriale et de secteur, études et programmation
- Environnement et cadre de vie : assainissement collectif et non collectif, collecte et traitement des déchets ménagers et assimilés
- Développement et aménagement social et culturel : construction ou aménagement, entretien, gestion d'équipements ou d'établissements culturels, socio-culturels, socio-éducatifs et sportifs ; activités culturelles, socio-culturelles ou sportives
- Création, aménagement et entretien de la voirie
- Logement et habitat : programme local et opérations programmées d'amélioration de l'habitat
- Infrastructures de télécommunication, archives, etc.

### Régime fiscal et budget
La communauté de communes applique la fiscalité additionnelle sans fiscalité professionnelle de zone et sans fiscalité professionnelle sur les éoliennes.
Elle affichait, en 2015, une dotation globale de fonctionnement (DGF) totale de 100 357 €, et un potentiel fiscal par habitant de 103,32 €,.
Le coefficient d'intégration fiscale s'élève à 0,323030, légèrement supérieur à la moyenne nationale des communautés de communes à fiscalité additionnelle (0,317873).